# ダミオン・ジェームズ
ダミオン・ジェームズ（Damion Marquez Williams James、1987年10月7日 - ）は、アメリカ合衆国ニューメキシコ州のホッブス出身のバスケットボール選手。ポジションはスモールフォワード。身長201cm、体重102kg。

## 経歴
テキサス大学を経て、2010年NBAドラフト1巡目24位で、アトランタ・ホークスに指名を受けた後、ニュージャジー・ネッツにトレードされ6月15日に複数年契約を結び、NBAのプレーヤーとなった。数度のウェーバー、Dリーグなどを経て、2014年、サンアントニオ・スパーズと1度の10日間契約の後、2014年4月13日に残りのシーズンの契約を結んだ。2014-15シーズンは契約は延長されず、NBADリーグのテキサス・レジェンズと契約した。

## プレースタイル
運動能力を活かした、リバウンド、ディフェンスに優れている。